# بولتسانو
بولتسانو یا بولزانو (به ایتالیایی: Bolzano) (به آلمانی: Bozen) یکی از شهرهای شمال ایتالیا است که با آب و هوای بسیار سالم و دلنشین در شمال ایتالیا قرار دارد و در رشته کوه‌های آلپ در میان اتریش و ایتالیا واقع شده‌است و عمدتاً شهری بارانی توصیف می شود. جمعیت این شهر در سال ۲۰۰۹ بالغ بر ۱۰۲٬۸۸۰ نفر بوده‌است. این شهر از جمله شهرهای با بالاترین کیفیت زندگی نه تنها در کل ایتالیا بلکه جهان است. و در گزارش سالیانه سالهای ۲۰۱۰، ۲۰۱۲، و ۲۰۱۴ به عنوان بهترین شهر ایتالیا و یکی از بهترین شهرهای اروپایی در کیفیت زندگی انتخاب شد. این شهر دارای نرخ اشتغال به مراتب بالاتری نسبت به شهرهای دیگر ایتالیاست (نرخ اشتغال بولزانو ۷۱٪ بوده و نرخ میانگین اشتغال ایتالیا ۵۶٪ است.) همچنین میانگین مصرف خانوار در این شهر ۲۶۶۰ یورو در ماه می‌باشد که ۷۰۰ یورو بیشتر از میانگین مصرف خانوار ایتالیایی است. این مسئله می تواند نشان دهنده مصرف گرایی از بُعد منفی و رشد اقتصادی و درآمد سرانه بالا از بُعد مثبت باشد.   فرودگاه بولزانو (به انگلیسی: Bolzano Airport) یک فرودگاه همگانی با کد یاتا BZO است.
دانشگاه این شهر به نام دانشگاه بولزانو (به ایتالیایی: Libera Università di Bolzano)(به آلمانی: Freie Universität Bozen) یک دانشگاه سه زبانه (انگلیسی، ایتالیایی، و آلمانی)، که شامل سه شعبه، پنج دانشکده، در مقاطع لیسانس، فوق لیسانس و دکترا می‌باشد. طبق رتبه بندی دانشگاه های جهان (رنکینگ جهانی تایمز)، رتبه این دانشگاه در ایتالیا ۶، در اروپا ۱۲۶ و در جهان ۲۵۱-۳۰۰ میباشد. این دانشگاه در گزارش رسمی ارزیابی ملی دانشگاه‌های ایتالیا در میان دانشگاه‌های با تعداد دانشجوی ۱۰۰۰۰ تا ۲۰۰۰۰، رتبه دوم را کسب کرد. همچنین این دانشگاه به عنوان یکی از بهترین دانشگاه‌های ایتالیا از لحاظ کیفیت پژوهش معرفی شده است. علاوه بر منابع کشور ایتالیا، این دانشگاه در رنکینگ دانشگاه‌های آلمانی زبان هم به‌طور متناوب رتبه بالایی کسب نموده‌است.
بولزانو یک شهر توریستی با جاذبه‌های گردشگری از جمله طبیعت منحصر به فرد است که سالیانه تعداد زیادی توریست انگلیسی و آلمانی به آن مسافرت می‌کنند. از جمله جاذبه‌های این شهر فرهنگ دوگانه ایتالیایی - آلمانی آن می‌باشد که در تمامی مناطق شهر مشهود است. بولزانو یکی از شهرهای ذکر شده در کتاب معروف "هزار نقطه جهان که باید قبل مردن ببینی!" نوشته پاتریشیا شولتز می‌باشد. همچنین اوتسی(به آلمانی: Ötzi یا Oetzi) یا اوتسی مرد یخی یا فریتسِ یخ‌زده یا مرد سیمیلائون قدیمی‌ترین انسان مومیایی طبیعی یافت شده جهان، متعلق به سال ۳۳۰۰ پیش از میلاد هم در موزه این شهر نگهداری می‌شود.

## جامعه

### توزیع زبانی
بر طبق سرشماری ۲۰۱۱، ۷۳٫۸۰٪ ساکنان شهر ایتالیایی صحبت می‌کنند، ۲۵٫۵۲٪ آلمانی و ۰٫۶۸٪ لادین به عنوان زبان اولشان است.
| زبان      | ۲۰۰۱   | ۲۰۱۱   |
| --------- | ------ | ------ |
| ایتالیایی | ۷۳٫۰۰٪ | ۷۳٫۸۰٪ |
| آلمانی    | ۲۶٫۲۹٪ | ۲۵٫۵۲٪ |
| لادین     | ۰٫۷۱٪  | ۰٫۶۸٪  |